# 신무합기도
신무합기도(神武合氣道)는 " 단단한 " 기술과 " 부드러운 " 기술을 결합한 무술이다. 순전히 기술적인 관점에서 볼 때 명상, 철학 및 기 개발 훈련에 더 중점을 두지만 모 무술인 전통 합기도와 매우 밀접한 관련이 있다. 합기도는 종종 합기도가 잘 알려진 신체적 기술을 강조하는 "협동의 방식"으로 풀이된다. 그러나 신무합기도의 창시자인 지한재는 이 용어에 대해 다른 이해를 하고 있다. ('합'은 함께 모으다, 모으다, 조화를 의미하며 기(氣)는 몸과 마음을 연결하는 몸의 기운이나 호흡이고, 도(道)는 이것이 일어나는 과정이나 방식) 그래서 그의 합기도에 대한 정의는 “기의 활용을 통해 몸과 마음이 조화를 이루는 방식”이다. 신은 "더 높은 정신 또는 더 높은 정신"을 의미하고 "무"는 "무술"을 의미한다.
그러므로 신무합기도를 통째로 풀이하면 “몸과 마음을 조화시켜 더 높은 깨달음의 존재 상태에 도달하기 위해 무술을 사용하는 방법”을 의미한다.